# Palacio de la Alvorada
El Palacio de la Alvorada es la residencia oficial del presidente de la República Federativa del Brasil. Se inauguró en 1958 en la capital brasileña siendo diseñado por Oscar Niemeyer, y construido por el ingeniero Darcy Amora Pinto. En él han habitado todos los presidentes desde Juscelino Kubitschek; hasta su inquilino actual Lula da Silva.
El presidente que más tiempo vivió en el Palacio de la Alvorada fue Lula da Silva. (2003-2011), (2023-   )

## Historia

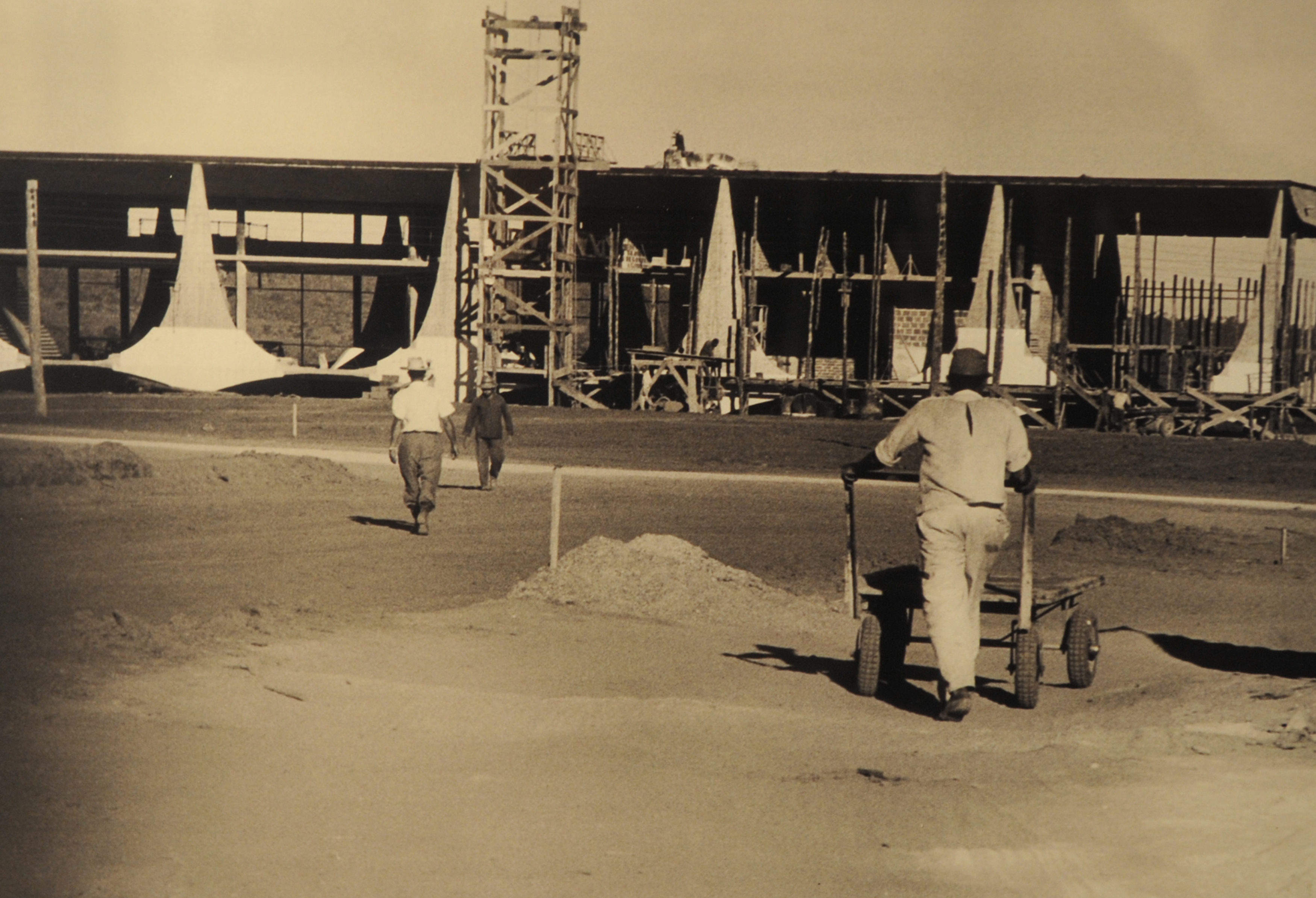
Palacio de la Alvorada durante la construcción.

Niemeyer realizó el proyecto de la residencia presidencial y Juscelino Kubitschek, presidente de la época, rechazó el primer diseño debido a "su falta de monumentalidad". Él pidió que el arquitecto volviera a hacer las líneas para desarrollar un palacio que en cien años aún fuera admirado. Niemeyer y Darcy Amora Pinto hicieron un nuevo plan y luego construyeron el Palacio. El presidente eligió el nombre de Alvorada (aurora), y cuando le preguntaron el porqué del nombre dijo: 

Que é Brasília, senão a alvorada de um novo dia para o Brasil!
¡Qué es Brasilia, sino la aurora de un nuevo día para Brasil!
Juscelino Kubitschek

Kubitschek fue el primer habitante del Palacio.
Después de la inauguración, el Palacio quedó reconocido como una de las arquitecturas modernas de Brasil que tiene líneas con el movimiento europeo y fue un símbolo de progreso cultural de Brasil durante la década de 1950.

## Arquitectura

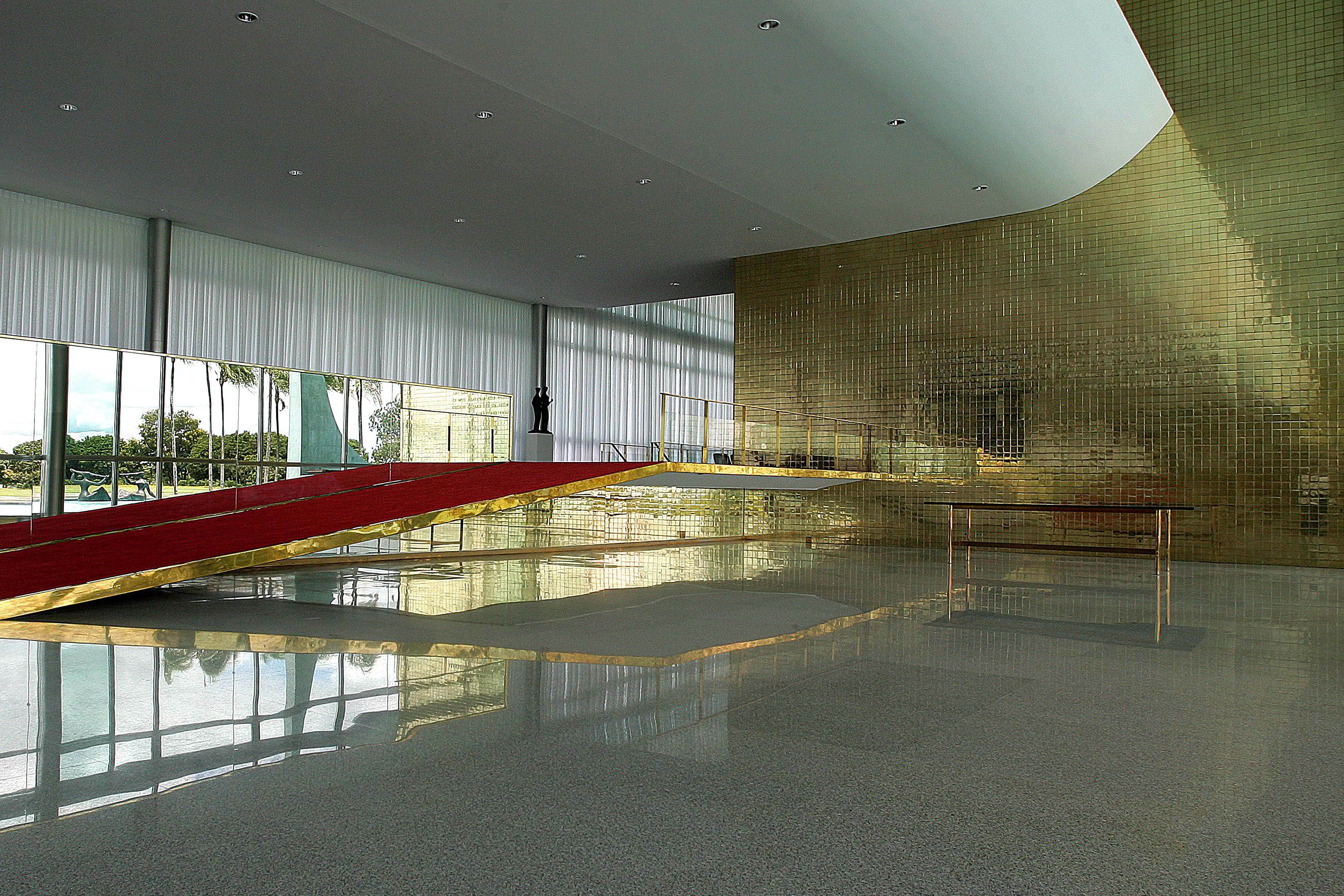
La entrada del Palacio

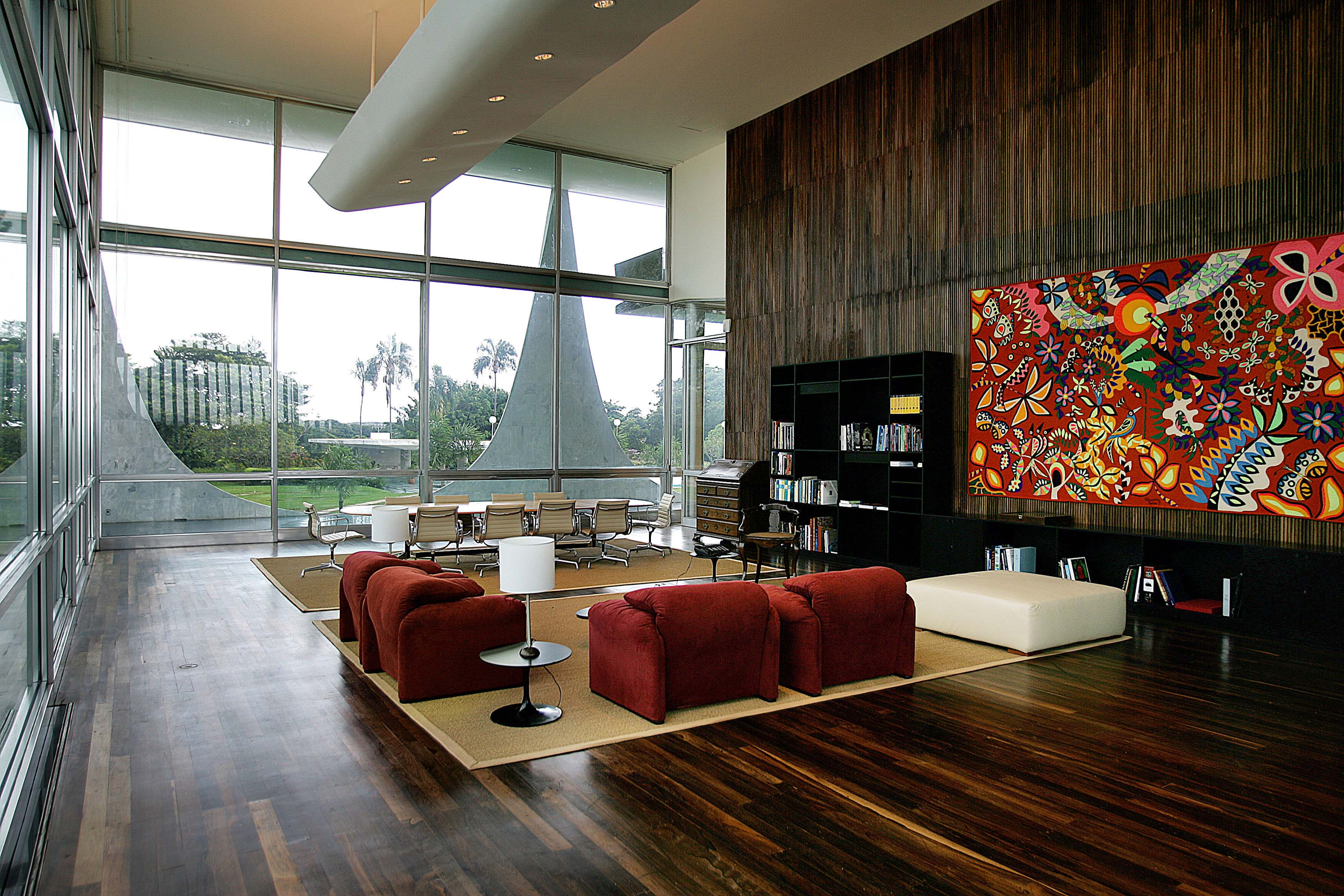
El salón de espera

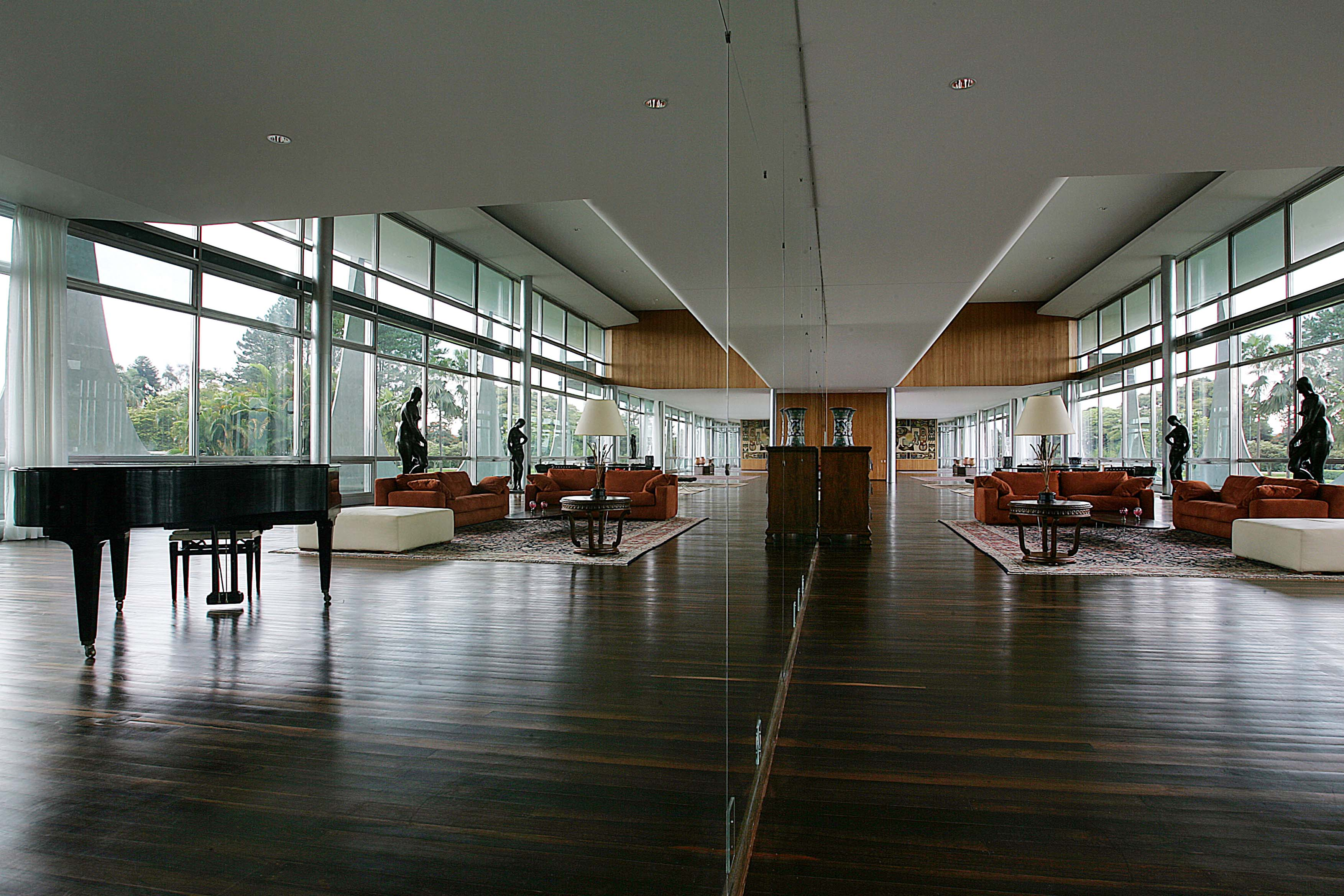
Salón de música

El Palacio tiene una superficie de 7000 metros cuadrados, distribuidos a lo largo de tres plantas: subsuelo, bajo y primer piso. Localizados en edificios adyacentes dentro de los terrenos del palacio son la capilla y el helipuerto. El sótano alberga el cine, la sala de juegos, la cocina, la lavandería, el centro médico y la administración del edificio. 
El Palacio fue creado en un formato distinguido, pues sus columnas externas, de mármol blanco, tienen una apariencia semejante a las casas antiguas del Brasil colonial. El dibujo de tales columnas dieron origen al blasón y emblema del Distrito Federal. Hay un espejo de agua, con 60 centímetros de profundidad, que refleja el Palacio y un conjunto escultórico llamado  As Iaras, hecho de bronce por el artista plástico Alfredo Ceschiatti. Las paredes externas no son de ladrillos sino de vidrio transparente, razón por la que el Palacio cuenta con grandes cortinas para favorecer la privacidad de los residentes.
En la entrada del Palacio se encuentran una alfombra roja y una pared dorada. La edificación está formada por tres niveles compuestos por el sótano, la planta baja y el primer piso. Hay un salón de juegos con una mesa de billar americano, y mesas de tableros para juegos de ajedrez y damas. Hay también una administración del Palacio, cocina, lavandería, una sala de cine, helipuerto y campo de fútbol. Posee una capilla con pared de madera ojeada en oro y dibujos de Athos Bulcão, con un altar dedicado a la virgen de la Concepción.
En la parte oriental del Palacio hay una amplia piscina con azulejos y una escultura de bronce, Rito dos Rítmos de Maria Martins. En la laguna del Palacio hay un ecosistema con peces, aves y la vegetación típica de Brasilia. En la sala de espera hay una tapicería de Concessa Colaço, con el título de Manhã de cores, dos cuadros de Vicente de Rego Monteiro y una obra de Carlos Scliar. La sala de música tiene un piano que fue tocado por algunos de los mayores músicos populares brasileños, entre ellos Vinícius de Moraes y Tom Jobim. Los cuadros centenarios de san Juan Evangelista y san Joaquín son algunas de las obras que componen la decoración de la entrada.
En el comedor, las comidas se sirven sobre una mesa con doce sillas inglesas en estilo Chippendale. El mobiliario se complementa con dos mesas brasileñas del siglo XVIII. El comedor está decorado con dos ángeles del Barroco minero y porcelanas de la compañía de Indias. Piezas y telas de autoría de Cornellis de Heem y Jacob van Huysum complementan el espacio.
El Salón Noble, para recepción de los ministros, jefes de Estado e invitados del presidente, está compuesto por cuatro ambientes. En el primer plano destacan dos esculturas de Victor Brecheret, Morena y Saliendo del baño. A la derecha, se encuentra un espacio contemporáneo guarnecido con muebles de Mies Van der Rohe. Al fondo, dos ambientes con mezcla de muebles antiguos y contemporáneos. En la pared de la derecha hay un cuadro de Aldemir Martins, Vaquero, y a la izquierda, sobresalen dos obras de Cândido Portinari, Jangadas del Nordeste y Os Seringueiros.
El Salón Estado destacan dos imágenes sacras, Santa María Magdalena y Santa Teresa de Ávila, en estilo barroco del siglo XVIII. Y el Salón de Banquetes fue decorado por Anna Maria Niemeyer, que dibujó las sillas y la mesa, que tiene la opción de ser montada con varias formas y puede acomodar hasta 50 personas.
El mezanine, área de circulación con obras de arte y piezas históricas, tiene algunas obras de Di Calvagante y Alfredo Cheschiatti. La biblioteca cuenta con más de tres mil cuatrocientos ejemplares de grandes escritores brasileños como Carlos Drummond de Andrade, Manuel Bandeira, Celso Cunha y Antônio Houaiss. Cuenta también con el tapiz Músicos de Di Cavalcanti, entre otras obras. En el primer piso constituye la parte residencial del Palacio, dónde están las habitaciones privadas y los dormitorios.

#### Restauración 2004-2006

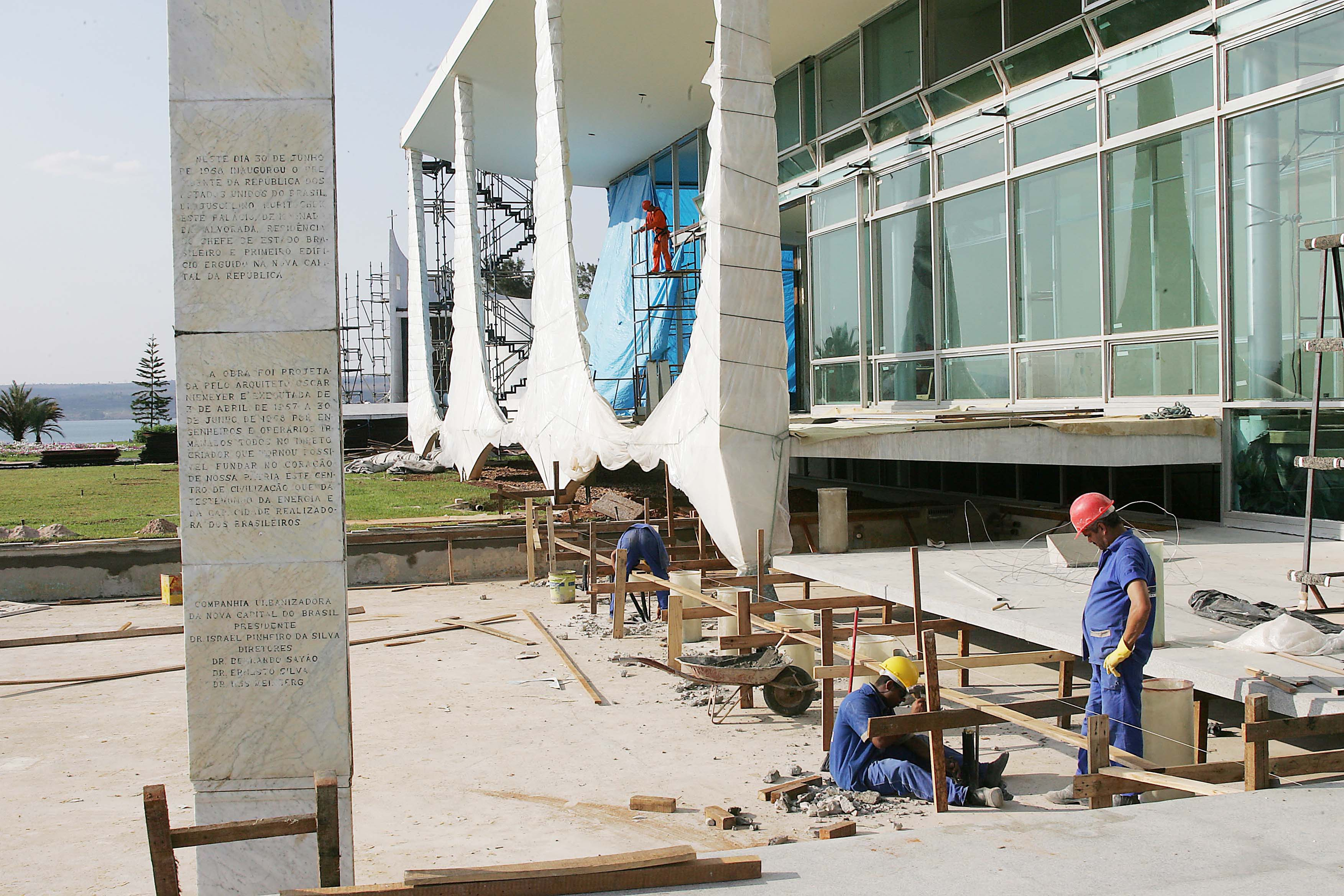
Restauración de 2004

En diciembre de 2004, la casa presidencial pasó por una restauración principalmente en las habitaciones, los muebles y los objetos para que fueran más modernos; la parte eléctrica fue cambiada, incluyendo el voltaje. Instalaron aires acondicionados en toda la casa. El Instituto do Patrimonio Histórico e Artístico Nacional(IPHAN) pagó todo el costo al tratarse de un proyecto de restauración de patrimonios.
En 2017, el presidente Michel Temer mandó a instalar pantallas de protección en el primer piso, nuevos armarios y pinturas, a un costo aproximado de 24.000 reales. Hubo otra reforma de decoración en 2018, reanudando el proyecto original de Niemeyer.

## Accidentes
En 2011 un conductor de 32 años invadió y rompió la puerta principal con un automóvil, pero inmediatamente fue detenido por los guardias y llevado a una comisaría, donde respondió por el crimen de destrucción del patrimonio público.
En 2017, el Palacio sufrió un intento de invasión, cuando una joven cogió el automóvil de sus padres, invadió el área restringida y chocó contra la puerta principal. Los soldados detuvieron el vehículo a tiros. La chica fue capturada por policías, los cuales se encargaron de la investigación del caso.

## Visitas al Palacio
El recorrido turístico ocurre una vez a la semana y depende si el presidente de la República se encuentra o no en la residencia. Los retrasos son comunes en el comienzo de las visitas, pero todo está bastante organizado. Las visitas son los miércoles, de las 15 a 17, en grupos de 30 personas que deben llegar una hora antes, para lograr la seña. Los visitantes estarán acompañados por un profesional de Relaciones Públicas. Visitan la capilla, el Salón de Estado, la Biblioteca, el Salón Noble, el Salón de Música, el Salón Banquete y los jardines. La visita es gratuita, con una duración de treinta minutos, por el momento no están siendo realizadas.